# Mary Dennett
Mary Dennett   (Worcester, 4 d'abril de 1872 - 25 de juliol de 1947) fou una activista pels drets de les dones, pacifista, homeòpata i advocada, pionera en el control de natalitat, l'educació sexual, i el sufragi femení. Cofundà la Lliga Nacional de Control de la Natalitat el 1915 juntament amb Jessie Ashley i Clara Gruening Stillman. Fundà la Lliga de Paternitat Voluntària; formà part de l'Associació Nacional pel Sufragi de les Dones Estatunidenques; cofundà l'Associació del Somni Crepuscle, i va escriure un famós butlletí sobre educació sexual i contraconcepció. A més a més, fou membre del Club Heterodoxy.

## Biografia
Dennett fou la segona filla dels quatre fills de Vonie i George Ware. De xiqueta era precoç. Quan tenia 10 anys son pare va morir de càncer. Sa mare va fer costat a la família organitzant gires europees per a dones joves. Mentre sa mare era fora, Dennett i els seus germans solien viure amb la seua tia Lucia Ames Mead, una destacada reformadora social. Mary es matriculà en l'Escola d'Art i Disseny del Museu de Belles arts de Boston al 1891 i s'hi graduà amb matrícula d'honor; més tard fou mestra en l'Institut d'Art Drexel de Filadèlfia, al 1894.

### Matrimoni
Dennett es casà amb William Hartley Dennett, arquitecte, al 1900. Van compartir les idees del moviment Arts and Crafts. Compraren una granja a Framingham. Junts, van fundar una firma d'arquitectura i disseny d'interiors. A més a més del treball de dissenyadora d'interiors i creadora de guadamassils continuà fent conferències i escrivint sobre el moviment Arts and Crafts.

El seu primer fill nasqué al desembre del 1900, després d'un part difícil que gairebé li va costar la vida. Després d'un altre part difícil, el seu segon fill nasqué al 1903 i va morir 3 setmanes després. Un tercer fill nasqué al 1905, també en un part difícil. Aquesta vegada, el metge els digué que no haurien de tenir més fills, però no els donà informació sobre el control de natalitat. Posteriorment va escriure sobre la seua manca d'informació sobre l'anticoncepció: 
| « | "Jo ignorava per complet el control de natalitat, igual que el meu marit. Mai no havíem tingut res de semblant a unes relacions normals; ens havíem acostat a una abstinència quasi total per espaiar els bebés." | » |

### Divorci
El 1904, el marit de Mary, Hartley Dennett, començà a treballar en una casa per a un matrimoni, el Dr. Heman Lincoln Chase i Margaret Chase. Finalment, Hartley Dennett i Margaret Chase tingueren una relació molt íntima, que culminà quan Hartley Dennett se n'anà de sa casa el 1909. Dennett demanà el divorci el 1912, llavors una acció inusual i escandalosa per a una dona. El procés de divorci dels Dennett fou un tema popular en els diaris locals.

### Trajectòria com a defensora dels drets de la dona
Motivada tant pel desig d'escapar de la realitat de la seua vida privada com per la negativa de Hartley Dennett a mantenir econòmicament els seus fills, Mary tornà a treballar fora de casa: al 1908 acceptà el lloc de secretària de zona de l'Associació de Sufragi Femení de Massachusetts, i començà així una llarga carrera en la defensa pública dels drets de les dones.
Treballà per a la causa del sufragi femení del 1910 al 1914, una etapa que marcà el ressorgiment del moviment, que havia estat estancat durant la dècada anterior. Després d'uns anys de treball en l'Associació de Sufragi de les Dones Americanes, va renunciar al seu lloc.
Mary cofundà la Twilight Sleep Association al 1913, que advocava per l'ús d'escopolamina i morfina perquè les dones tinguessen un part sense dolor. Les estadístiques mostren que el somni crepuscular, estat amnèsic caracteritzat per la insensibilitat sense pèrdua de coneixement, reduí la mortalitat infantil i el risc de lesions i infeccions, a causa de la reducció de l'ús de fòrceps. En fou presidenta en funcions fins al 1914, i després vicepresidenta.
Quan esclatà la Primera Guerra Mundial el 1914, Mary entrà en el Partit de Dones per la Pau, contra la guerra.[15] El 1916, fou secretària d'àrea de la Unió Americana contra el Militarisme, organitzant reunions en grans ciutats.[16] El paper de Mary per a reelegir Woodrow Wilson (pensant que no declararia la guerra) li feu ocupar el lloc de secretària executiva de la Lliga per a la Democràcia Progressista, al qual renuncià quan Wilson declarà la guerra el 1917.[17] Més tard cofundà i treballà en el Consell Popular d'Amèrica, un moviment socialista per la pau inspirat pels bolxevics.
El 1915, el nom de Dennett tornà a aparéixer en els diaris en contra dels seus desigs. El seu exmarit Hartley Dennett, la seua companya Margaret Chase i el seu espòs, el Dr. Chase, van fer una invitació pública a Mary per a "adoptar el credo de l'amor harmoniós i formar un quadrilàter" amb els tres. Mary temia l'efecte negatiu que la seua notorietat involuntària podria tenir en les organitzacions amb què treballava.
El 1914, Mary va conéixer a Margaret Sanger, defensora del control de natalitat. [20] El 1915 escrigué un butlletí d'educació sexual per als seus fills, per la manca de material educatiu que complís amb els seus estàndards, que incloïa correcció científica, positivitat sexual i discussió del costat emocional de les relacions sexuals.[21] L'arrest de William Sanger el 1915 per distribuir pamflets sobre el control de la natalitat de Margaret Sanger va estendre el moviment del control de natalitat als Estats Units, i aquesta vegada Mary decidí involucrar-s'hi.
Mary cofundà la Lliga Nacional de Control de Natalitat (NBCL) el 1915, amb Jesse Ashley i Clara Gruening Stillman. El 1918, era secretària executiva de la NBCL i començà una campanya per a legalitzar la informació sobre el control de natalitat fent conferències i pressionant les legislatures estatals per a canviar les lleis. Durant aquest temps, es publicà el seu fullet sobre educació sexual, El costat sexual de la vida. Més endavant, quan la NBCL es va afeblir, dimití com a secretària executiva i fundà una nova organització, la Voluntary Parenthood League, que se centrà a derogar les lleis d'informació contra el control de natalitat a nivell federal.
El 1929, Mary fou arrestada pel seu treball sobre educació sexual, drets de les dones i control de natalitat. Molts opinaven que el seu treball era obscé i que l'havien d'empresonar o multar. "Mary Dennett els va desafiar, proclamant que no pagaria cap multa, per petita que fos: Si uns pocs funcionaris federals volen usar el seu poder per a castigar-me pel meu treball en favor dels joves d'aquest país, han de carregar amb la vergonya d'una sentència de presó. És el govern el que està deshonorat, no pas jo". Mary estava orgullosa del seu treball en educació sexual i volia que perduràs.

## Sufragi de les dones
Mary no participà activament en el moviment pel sufragi femení fins que el seu matrimoni començà a fer aigües. Més tard, escrigué: "Vaig entrar en el treball del sufragi, com potser vostés saben, perquè necessitava un anestèsic en aquest moment, i el sufragi era el més proper que no estava relacionat amb el meu treball anterior". Mary començà a treballar com a secretària de l'Associació Sufragista de Massachusetts, organitzant conferències, mítings, menjars, gires per a recollir signatures i altres activitats. L'opinió de Mary sobre el vot era simple: "Els nostres principis bàsics que els governs obtenen els seus poders justos del consentiment dels governats […] impliquen sense cap dubte el dret de les dones a la representació directa mitjançant el vot, ja que les dones són governades i les dones són persones".
El 1910, l'èxit de Mary a Massachusetts dugué l'Associació Nacional de Sufragi de les Dones Estatunidenques a reclutar-la per al lloc de secretària dependent de la Dra. Anna Howard Shaw. En aquest moment, la NAWSA era ineficaç i estava dividida per un conflicte entre faccions. Acceptar el treball exigia que Mary es traslladàs de Boston a Nova York, i no podia permetre's traslladar els seus fills amb ella. Mary resolgué gran part del conflicte intern de la NAWSA en pocs mesos, fent costat a la Dra. Shaw. El 1910, l'estat de Washington reconegué el sufragi femení, el primer estat a fer-ho en catorze anys.

## Lliga Nacional de control de natalitat
Després que l'arrest de William Sanger per distribuir informació sobre el control de natalitat inspiràs un ressorgiment del moviment estatunidenc de control de natalitat, Mary cofundà la Lliga Nacional de Control de Natalitat (NBCL) el 1915 amb Jesse Ashley i Clara Gruening Stillman. Més tard, fundà una nova organització, la Voluntary Parenthood League.

### Lluitar per una "derogació directa" per a permetre la informació sobre anticonceptius
A partir del 1919, Mary se centrà en una "derogació directa" de les disposicions de control de natalitat de la Llei Comstock a nivell federal. Pressionà el Congrés perquè eliminàs les paraules "prevenció de la concepció" dels estatuts federals sobre obscenitat.
El 1921 va decidir treballar directament amb el director general de correus, la responsabilitat del qual era fer complir les lleis que prohibien la distribució d'informació sobre el control de natalitat a través del correu (encara que en la pràctica no es va fer complir). El director general de Correus hi renuncià abans de prendre qualsevol mesura.[30] El seu substitut, s'oposà a la informació sobre el control de natalitat.
Mary tornà a pressionar el Congrés al 1922, assenyalant que l'opinió privada dels congressistes havia d'estar a favor del control de natalitat, ja que el nombre mitjà de fills d'un congressista era de 2,7. Continuà tenint dificultats per a trobar patrocinadors per al projecte de llei, però el 1923 ho va aconseguir, quan el senador Albert B. Cummins presentà el projecte de llei de derogació directa al Senat, tot i que no va aconseguir que la resta del Senat el votàs a causa de l'absentisme massiu quan es sotmeté a votació.
En la següent sessió del Congrés, el representant William N. Vaile patrocinà el projecte de llei. Allí també s'estancà contínuament i mai es va sotmetre a votació.[33] A més, Margaret Sanger i la seua organització pressionaren per una versió del projecte de llei que permetria informació sobre el control de natalitat només als metges, i pressionà contra el projecte de llei de "derogació directa".[34] El 1925, Mary renuncià a aprovar el projecte de llei de "derogació directa" i es retirà del seu lloc en el VPL.[35] El 1930 Mary aconseguí el seu objectiu d'una manera completament diferent en guanyar una apel·lació de la seua condemna per distribució d'informació sobre el control de natalitat en virtut de la Llei Comstock.

## Fullet d'educació sexual i judici sota la llei Comstock
Dennett captà l'atenció del públic i dels mitjans d'informació pel seu fullet d'educació sexual El costat sexual de la vida. L'escrigué al 1915 per als seus fills, ja que no trobà cap llibre adequat sobre el tema. Molts llibres sobre sexe donaven informació inexacta o empraven tàctiques de por o vergonya per a dissuadir els joves de tenir sexe. És per això que escrigué la seua explicació utilitzant recerques i entrevistes amb metges. Envià l'escrit als seus amics amb fills adolescents. El 1918, es publicà en Medical Review of Reviews, i un any després com a fullet de vint-i-quatre pàgines. Mary va utilitzar la discussió científica sobre el sexe junt amb el costat emocional de les relacions sexuals. Abastava temes controvertits com la masturbació, les malalties de transmissió sexual, la prostitució i el suport als mètodes anticonceptius. Les seues opinions es consideraven radicals en l'època, perquè no promovia l'abstinència.
Després de quatre anys en circulació, l'Oficina de Correus informà a Mary que el fullet era indecent i, per tant, es prohibia trametre'l en virtut de la llei Comstock. Ella continuà enviant-lo després que l'Oficina de Correus ignoràs la seua pregunta sobre quines parts n'eren obscenes.
El 1928, fou acusada sota la llei Comstock per distribuir el fullet que explicava la reproducció humana als adolescents. H. L. Mencken havia elogiat breument a Mary Dennett en l'edició de maig del 1926 de The American Mercury, i s'hi interessà pels seus posteriors problemes legals:
Finalment, la fiscalia convocà un jurat independent i Mary va ser sentenciada. El jutge Burrows li imposà una multa de 300 dòlars. El jurat era compost per "homes de família de mitjana edat". La Unió Estatunidenca de Llibertats Civils (ACLU) recolzà a Mary Dennett, sostenint que el seu fullet no era obscé, sinó que era una important eina educativa per als joves. Sis mesos després, el Tribunal de Circuit d'Apel·lacions anul·là el veredicte i va decidir que el pamflet era tan òbviament no obscé que "no hi havia cas per a sotmetre'l al jurat", i ordenà que Mary fos alliberada de la fiança".
Quan la Segon Circuit de Corts d'Apel·lacions dels Estats Units anul·là la seua condemna el 1930, la Cort establí un precedent legal que tenia en compte la intenció en l'avaluació de l'obscenitat. El judici a Mary Dennett formà part d'una sèrie de fallades que culminaren al 1936 en Estats Units vs. un paquet de pesos japonesos, que eximia la informació i els materials de control de natalitat utilitzats pels metges de les lleis sobre obscenitat.